# Una verdad inconsistente
Una verdad inconsistente es una película documental de 2012 escrita, producida y protagonizada por el presentador de radio conservador Phil Valentine sindicado a nivel nacional y dirigido por Shayne Edwards. Valentine, que no está de acuerdo con el consenso científico sobre el calentamiento global, entrevistó a científicos sobre la validez de la película de Al Gore "An Inconvenient Truth" y los hechos presentados en ella. Los científicos que entrevista niegan que exista un consenso sobre el tema del calentamiento global o el cambio climático. La película sostiene que los defensores del calentamiento global siguen cambiando su etiqueta, basando su argumento en lo que Valentine dice que es un terreno científico inestable.

## Sinopsis
An Inconsistent Truth  es la investigación de Valentine sobre el  calentamiento global provocado por el hombre. El título alude al documental de  Al Gore "An Inconvenient Truth". Valentine habla con científicos y políticos que rechazan el consenso científico sobre el cambio climático y explora la cultura del movimiento del calentamiento global; a menudo de forma satírica.
Los temas cubiertos incluyen CO2 siendo llamado contaminante, la afirmación de Gore de que los osos polares se están muriendo y el hielo global se está derritiendo, entre otros. Valentine también profundiza en la motivación detrás del movimiento.

## Producción
La película presenta un Mercedes 300D de 1985, llamado Bennie the BioBenz, que Valentine compró con el propósito de ejecutarlo con biodiésel. Valentine fábrica su propio biodiésel recolectando aceite vegetal usado y pasándolo por una máquina llamada Fuelmeister. Bennie the BioBenz se sometió a un lavado de cara antes de sus primeros planos en la película de Vogely & Todd Paint and Body Shop en Nashville, TN. Cuando Valentine compró Bennie, tenía un guardabarros delantero derecho aplastado, y luego el servicio de entrega de automóviles dañó el capó de Bennie. Valentine compró un guardabarros usado de un comerciante de chatarra en Memphis y le reemplazaron el capó.  El coche se redujo al metal y se volvió a pintar, además de restaurar su interior. Además, la famosa insignia "Turbo Diesel" de Mercedes en el automóvil fue reemplazada por una insignia personalizada de "Biodiesel". Se puede ver a Bennie a lo largo de la película y se puede ver en algunos de los carteles de la película.

## Estreno en cines
An Inconsistent Truth  se estrenó mundialmente en Nashville en los Regal Hollywood 27 Theaters el 26 de enero de 2012. Se abrió al público la noche siguiente y fue la película más taquillera por pantalla en el país durante sus primeras dos semanas. , recaudando un total de 20.733 dólares en la única pantalla en la que se reproducía. Cuando cerró había obtenido un total de $ 69,394.
El 23 de septiembre de 2013, la película fue lanzada en DVD, es el vigésimo séptimo documental sobre naturaleza en inglés más taquillero de todos los tiempos en taquilla.

## Banda sonora
La banda sonora de la película fue escrita e interpretada por Michael Thomas Benoit.
La banda sonora incluye música original de Pacific Heat, Willie B. Green, Chadwick Station y Phil Valentine & The Heartthrobs. "Dirt People" de Green se reproduce mientras se acumulan los créditos finales.

## Personas que aparecen en la película
- Phil Valentine,
- Newt Gingrich
- Jim DeMint
- James Inhofe
- Fred Singer
- John Christy
- Roy Spencer
- Ken Green
- Greg Walden
- Steven Milloy
- Drew Johnson

## Recepción
John Beifuss, escribiendo en  The Commercial Appeal  notó el pequeño estreno de la película, pero aun así encontró que la taquilla de apertura fue "extraordinariamente impresionante". Observó similitudes entre el productor de la película, Phil Valentine, y otro realizador de documentales, Michael Moore, particularmente la forma en que Valentine persigue a Al Gore para una entrevista.
La crítica de cine Prairie Miller se mostró escéptica sobre la premisa de la película: que el activismo medioambiental de Al Gore está motivado por el deseo de dinero y poder. Criticó la dirección de Shayne Edwards, escribiendo que "realmente es un caso de menear al perro con el narrador engreído Phil Valentine tomando las decisiones". También culpa a Valentine por no revelar sus afiliaciones con causas conservadoras.

## Otras lecturas
- York, Frank (27 de enero de 2012). «‘An Inconsistent Truth’ Premieres In Nashville Today – Climate Change Agenda Is Toast». The Western Center for Journalism. Archivado desde el original el 10 de mayo de 2012. Consultado el 23 de mayo de 2012.
- Peterson, Molly (24 de enero de 2012). «"An Inconsistent Truth" features Newt Gingrich (but probably not Gingrich's inconsistent global warming truth)». Southern California Public Radio (KPCC Radio). Consultado el 23 de mayo de 2012.